# 孔蘇埃洛 (聖彼德省)
18°33′36″N 69°18′0″W / 18.56000°N 69.30000°W
孔蘇埃洛（西班牙語：Consuelo），是多明尼加共和國的城鎮，位於該國東南部，由聖彼德省負責管轄，面積131.52平方公里，2012年人口36,588，人口密度每平方公里280人。